# Serbia Open
Serbia Open  este un turneu profesionist de tenis masculin și feminin, disputat în capitala Serbiei, Belgrad,  pe terenuri de zgură, în aer liber. Face parte din turneele ATP 250 atât pentru bărbați cât și pentru femei. Evenimentul a avut loc pentru prima dată în 2009, în perioada 4-10 mai. A fost primul pentru Serbia, deoarece țara nu a mai găzduit până acum un turneu al Asociației Profesioniștilor din Tenis.

## Rezultate

### Simplu masculin
| An      | Campion            | Finalist        | Scor               |
| ------- | ------------------ | --------------- | ------------------ |
| 2009    | Novak Djokovic     | Łukasz Kubot    | 6–3, 7–6(7–0)      |
| 2010    | Sam Querrey        | John Isner      | 3–6, 7–6(7–4), 6–4 |
| 2011    | Novak Djokovic (2) | Feliciano López | 7–6(7–4), 6–2      |
| 2012    | Andreas Seppi      | Benoît Paire    | 6–3, 6–2           |
| 2013–20 | Nu s-a ținut       | Nu s-a ținut    | Nu s-a ținut       |
| 2021    | Matteo Berrettini  | Aslan Karațev   | 6–1, 3–6, 7–6(7–0) |
| 2022    | Andrei Rubliov     | Novak Djokovic  | 6–2, 6–7(4–7), 6–0 |

### Simplu feminin
| An   | Campion      | Finalist     | Scor           |
| ---- | ------------ | ------------ | -------------- |
| 2021 | Paula Badosa | Ana Konjuh   | 6–2, 2–0, ret. |
| 2022 | Nu s-a ținut | Nu s-a ținut | Nu s-a ținut   |

### Dublu masculin
| An      | Campion                              | Finalist                          | Scor             |
| ------- | ------------------------------------ | --------------------------------- | ---------------- |
| 2009    | Łukasz Kubot Oliver Marach           | Johan Brunström Jean-Julien Rojer | 6–2, 7–6(7–3)    |
| 2010    | Santiago González Travis Rettenmaier | Tomasz Bednarek Mateusz Kowalczyk | 7–6(8–6), 6–1    |
| 2011    | František Čermák Filip Polášek       | Oliver Marach Alexander Peya      | 7–5, 6–2         |
| 2012    | Jonathan Erlich Andy Ram             | Martin Emmrich Andreas Siljeström | 4–6, 6–2, [10–6] |
| 2013–20 | Nu s-a ținut                         | Nu s-a ținut                      | Nu s-a ținut     |
| 2021    | Ivan Sabanov Matej Sabanov           | Ariel Behar Gonzalo Escobar       | 6–3, 7–6(7–5)    |
| 2022    | Ariel Behar Gonzalo Escobar          | Nikola Mektić Mate Pavić          | 6–2, 3–6, [10–7] |

### Dublu feminin
| An   | Campion                           | Finalist                         | Scor         |
| ---- | --------------------------------- | -------------------------------- | ------------ |
| 2021 | Aleksandra Krunić Nina Stojanović | Greet Minnen Alison Van Uytvanck | 6–0, 6–2     |
| 2022 | Nu s-a ținut                      | Nu s-a ținut                     | Nu s-a ținut |